# Locoal-Mendon
Locoal-Mendon (en bretó Lokoal-Mendon) és un municipi francès, situat a la regió de Bretanya, al departament d'Ar Mor-Bihan. L'any 2006 tenia 2.895 habitants. A l'inici del curs 2007 el 17,4% dels alumnes del municipi eren matriculats a la primària bilingüe.

## Demografia
| 1962                                       | 1968  | 1975  | 1982  | 1990  | 1999  |  |
| ------------------------------------------ | ----- | ----- | ----- | ----- | ----- |  |
| 1.718                                      | 1.750 | 1.665 | 1.885 | 2.080 | 2.182 |  |
| Des de 1962: població sense dobles comptes |       |       |       |       |       |  |

## Administració
| Període | Identitat   | Partit        |
| ------- | ----------- | ------------- |
| 2001-   | Louis Hervé | Divers gauche |

## Personatges il·lustres
- Gilles Servat, cantant en francès i bretó.